# Muhamed Demiri
Muhamed Demiri (* 20. November 1985) ist ein mazedonisch-schweizerischer ehemaliger Fussballspieler.

## Karriere
Der beidfüssige zentrale Mittelfeldspieler entstammt der Kaderschmiede des FC Concordia Basel, bei dem er 2004 nach einem Umweg über die Nachwuchsmannschaft des FC Basel seinen ersten Profivertrag unterzeichnete. In der Saison 2004/05 erhielt er 12 Einsätze in der Challenge League, bei denen er ohne Torerfolg blieb. Ein Jahr später lief er für die Congeli in 29 Spielen auf und schoss zwei Tore. Mit den Baslern erreichte er konstant die Ränge in der Tabellenmitte der zweithöchsten Schweizer Fussballliga. Nachdem sich Concordia Basel im Sommer 2009 freiwillig aus dem Profifussball zurückzog, verliess Demiri den Club und war für kurze Zeit vereinslos.
Im Herbst 2009 wechselte er zum FC Thun und dessen neuem Trainer Murat Yakin, der seine Trainerkarriere ursprünglich bei den Congeli begonnen hatte. Der ausgesprochen flexible, bevorzugterweise im defensiven Mittelfeld agierende Demiri, der bereits als Aussen- und Innenverteidiger spielte und auch schon zentral und links im Aufbau eingesetzt wurde, kam bei den Berner Oberländern erstmals am 23. September 2009 zum Einsatz. Nachdem er bereits in der Vorrunde der Saison 2008/09 aufgrund von Problemen mit den Adduktoren für eine Weile ausser Gefecht gesetzt wurde, zerrte sich Demiri bei der Partie vom 5. Oktober 2009 gegen den FC Winterthur das Innenband am linken Knie und zog sich ausserdem eine starke Knochenprellung zu. Bereits nach einem Monat trat er wieder für den FC Thun an und etablierte sich als Stammspieler.
Auch dank den Leistungen von Demiri wurde der Berner Oberländer Verein, der etliche Basler Nachwuchsspieler in seinem Team aufgestellt hatte, in dieser Saison Challenge-League-Meister und stieg in die Axpo Super League auf.
Am 26. Mai 2010 wurde der Vertrag mit Muhamed Demiri für drei Jahre verlängert. Er wird somit erstmals in der höchsten Liga eines Landes antreten. Auf die Saison 2013/2014 hin wechselte Demiri zum FC St. Gallen, mit dem er auch in der Europa League antrat.

## Titel und Erfolge
- 2009/10 Challenge-League-Meister mit dem FC Thun[11]